# Carbajo
Carbajo è un comune spagnolo di 228 abitanti situato nella comunità autonoma dell'Estremadura.